# Hubert vom Venn

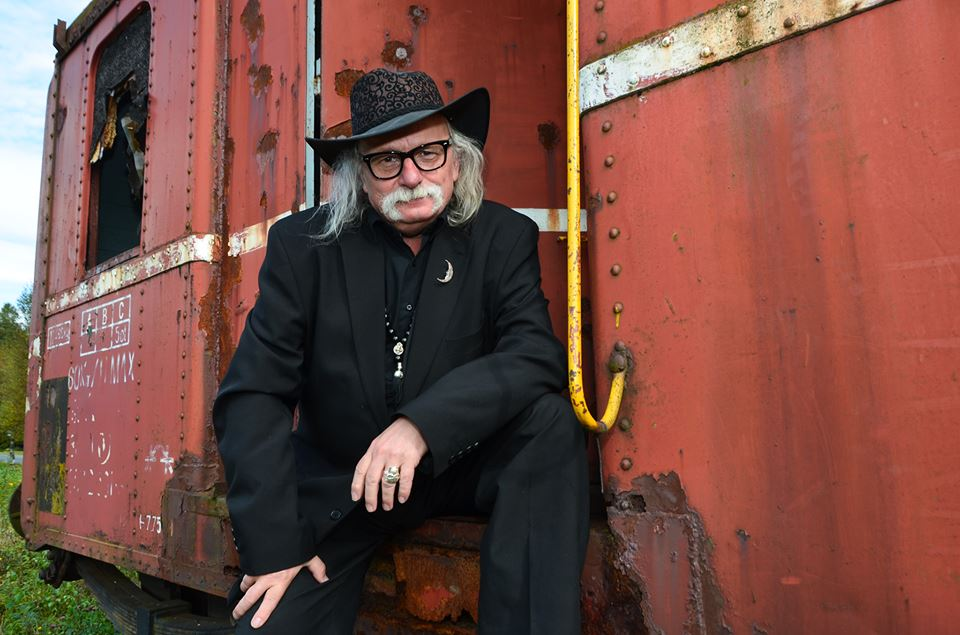
Hubert vom Venn

Hubert vom Venn, bürgerlich Hubert Franke (* 12. Oktober 1953 in Monschau), ist ein deutscher Schriftsteller, Kabarettist, Journalist und Kolumnist. Bis 2014 war er künstlerischer Leiter der Arbeitsgemeinschaft Nordeifeler Theater (Spielstätte Venn’s Theater in Roetgen). Er wohnt in Roetgen.

## Leben und Wirken
Seit 1986 ist er mit der Soziologin, Journalistin und Kultur-Pädagogin Ingrid Peinhardt-Franke verheiratet und hat eine Tochter, Katharina.
Nach der Mittleren Reife war er zunächst Tageszeitungs-Volontär, Journalist und Pressesprecher. Als Drehbuchautor wurde er durch seine Beiträge für Hurra Deutschland, Tutti Frutti und RTL Samstag Nacht bekannt. Hubert vom Venn war früher auch als Gag-Schreiber, Moderator (WDR, Belgischer Rundfunk) und Rundfunk-Chefredakteur tätig. Von 1987 bis 1994 meldete sich Hubert vom Venn wöchentlich im WDR Radio „Live aus der Telefonzelle in Widdau“ (einem winzigen Dorf in der Nähe von Monschau) um vermeintlich investigativ über lokales zu berichten, dabei aber die allgemeine politische Lage beschrieb und teilweise karikierte.
Im Jahr 2000 wurde er für den Rheinischen Literaturpreis Siegburg nominiert. 2001 erhielt er die Silberne Ehrennadel des Deutschen Journalistenverbandes – 2015 die Goldene Ehrennadel - 2025 Goldene 50.

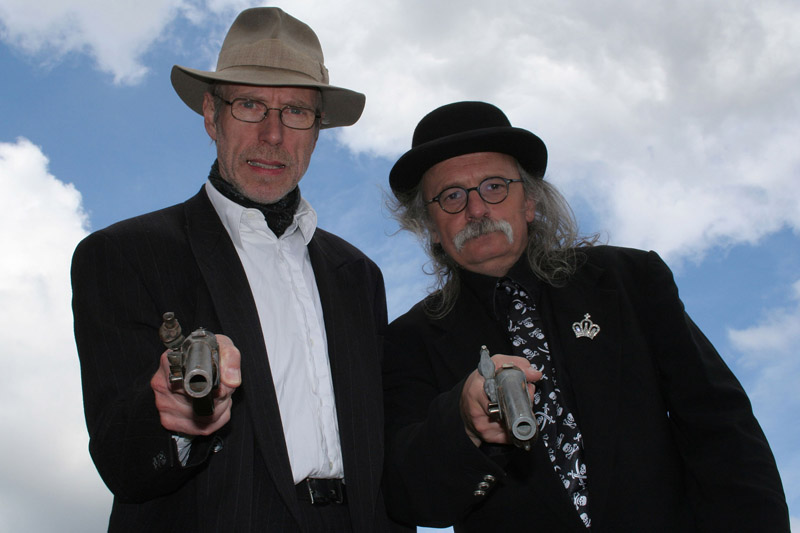
Jupp Hammerschmidt & Hubert vom Venn

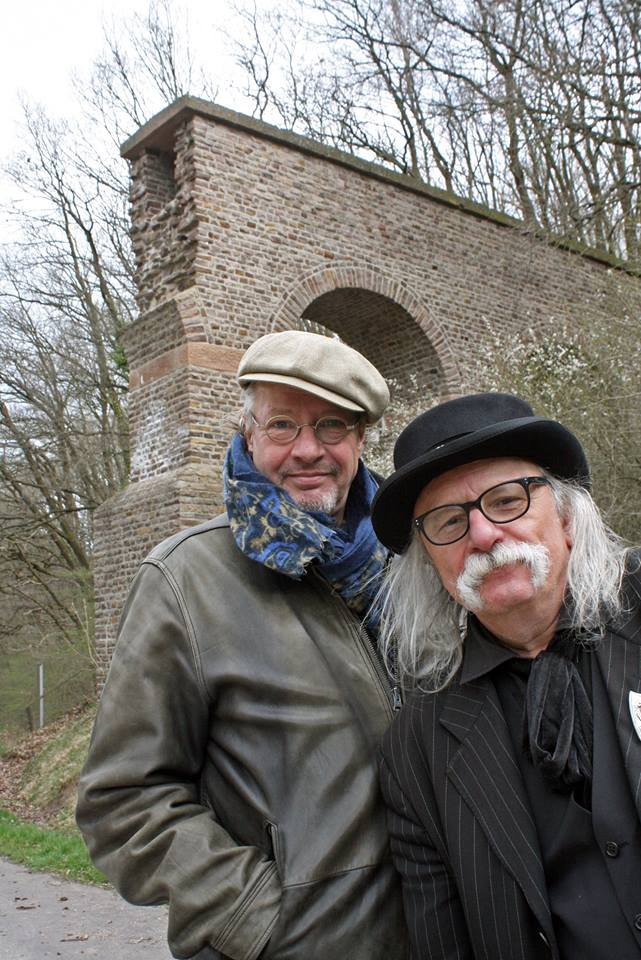
Das aktuelle Duo: Hubert vom Venn und Achim Konejung

Bekannt wurde Hubert vom Venn durch sein Kabarettprogramm mit Jupp Hammerschmidt. Jupp Hammerschmidt & Hubert vom Venn gingen zwischen 1993 und 2011 gemeinsam auf Tour. Jupp Hammerschmidt spielte den einzigen SPD-Bürgermeister, der in der Eifel gewählt worden war und den erzkonservativen Pfarrer seiner Stadt (gespielt von Hubert vom Venn) ärgerte. Anfang 2010 gaben Jupp Hammerschmidt und Hubert vom Venn bekannt, dass sie sich nach ihrer Abschiedstournee 2010/2011 trennen werden.
Seit 1. Juni 2010 ist Hubert vom Venn erster Vorsitzender der Gewerkschaft Bezirksverein Aachener Presse im Deutschen Journalistenverband. In der Gewerkschaft sind 200 Journalisten aus der Städteregion Aachen, den Kreisen Düren, Heinsberg, Euskirchen sowie Ostbelgien und Brüssel organisiert.
Mit seinem Programm Eifel, Herd und O’Venn war Hubert vom Venn seit 2012 solo unterwegs, zuletzt 2013 mit Christstollen sind doch auch schon da.
Nach diesen beiden Solo-Tourneen gründete sich eher zufällig das aktuelle Duo mit Achim Konejung. Es sollte ursprünglich eine einmalige Sache sein – der erste gemeinsame Auftritt der beiden. Da Konejungs Partner Wolfgang Nitschke erkrankt war, traten die beiden Kabarettisten spontan und ohne Probe im ehemaligen Venn´s Theater in Roetgen auf. Voreifler trifft Eifeler nannten sie dieses Programm, das sie getreu ihrem Motto „Wer probt, ist feige“ spielten. Doch schon in der Pause wurde beschlossen – das muss eine Fortsetzung finden. Als dann auch noch Anneliese Lauscher in ihre Kritik für die Eifeler Nachrichten/Eifeler Zeitung schrieb „Es war beileibe kein ‚Notprogramm‘, das die Beiden ihren Zuschauern boten, sie haben den Schalk im Nacken, und die musikalischen Highlights riefen Begeisterung hervor“, meldeten sich die ersten Veranstalter und wollten das neue Eifeler Kabarett-Duo sofort buchen. Also beschlossen der Voreifeler, Achim Konejung, und der Eifeler Highlander, Hubert vom Venn, die sich immerhin schon seit fast 35 Jahren kennen: „Gut, wir machen etwas zusammen. Warum sind wir eigentlich nicht schon früher darauf gekommen?“
Die bisherigen Programme des Duos: Letzte Ausfahrt Eifel mit einem Weihnachtsspecial 2014 sowie 2015 Scher Dich zur Eifel, seit 2016 „2000 Jahre Eifel – Die Jubiläumsrevue“, ab 2018 „Freistaat Eifel“. Die beiden treten unregelmäßig mit Nicholas Müller (Jupiter Jones, von Brücken) mit Texten und Musik auf – so 2015 bei den Eifel Kulturtagen und Lit.Eifel.
Hubert vom Venn war Moderator und Reporter für EifelDrei.TV. Mit seiner Sendereihe Auf die Socken machen, sowie der Interview-Reihe 5 Minuten mit... ist er in der Mediathek von NRWision zu sehen. In 5 Minuten mit... sprach er bereits unter anderem mit dem Komponisten Anno Schreier und der Autorin Susanne Jaspers. In der Sendereihe Auf die Socken machen besuchte Hubert vom Venn unter anderem die kleinste Exklave Deutschlands.
Er trat als Aachener Oberbürgermeisterkandidat der Partei Die PARTEI bei der Kommunalwahl am 13. September 2020 an. DIE PARTEI wählte ihn auch zum Kandidaten für die NRW-Landtagswahl am 15. Mai 2022 und als Kandidat für das Amt des Städteregionsrates am 14. September 2025.

## Veröffentlichungen

### Bücher

#### Bücher von Hubert vom Venn
- 2020 Schlemmen am Eifelsteig, Rhein-Mosel-Verlag
- 2019 Ein Schuss verhallt in Ewigkeit, Rhein-Mosel-Verlag
- 2018  Der Vennläufer mit Josef Gaspers, Eifelbildverlag
- 2018 … auf die Socken machen mit Arne Houben, Kurt Schreiber, Dirk Neuß. Rhein-Mosel-Verlag Deutschland
- 2017 2 000 Jahre Eifel mit Achim Konejung Rhein-Mosel Verlag
- 2016 Christstollen sind doch auch schon da. Rhein-Mosel-Verlag, Deutschland
- 2015 Kühe schubsen mit Nicholas Müller. Rhein-Mosel-Verlag
- 2014 Komm bis bei uns in die Eifel mit Janosch Hübler. Rhein-Mosel-Verlag
- 2013 Die Rosenzüchter von Maria Laach. Rhein-Mosel-Verlag
- 2012 Wasser ist zum Waschen da. Rhein-Mosel-Verlag
- 2012 Heimatbuch Eifel. conbook-Verlag
- 2010 Den Letzten beißen die WerWölfe. Rhein-Mosel-Verlag
- 2008 Kopflos in Reichenstein. Rhein-Mosel-Verlag
- 2007 Gelogen wie gedruckt. Rhein-Mosel-Verlag
- 2006 Väter unser … Rhein-Mosel-Verlag
- 2005 Sterne der Eifel. Rhein-Mosel-Verlag
- 2004 Wer stirbt schon gern in Düsseldorf?. Rhein-Mosel-Verlag
- 2002 Alles für die Katz. Rhein-Mosel-Verlag
- 2001 Mein Jahr in der Eifel. Rhein-Mosel-Verlag
- 2000 Kaisermord. Rhein-Mosel-Verlag
- 1999 Die Hand im Moor. Rhein-Mosel-Verlag
- 1996 Und sonst – Wie sonst?. Grenz-Echo-Buchverlag
- 1995 Wir sind ’n Volk. Comic (Texte), Chudoscnik Sunergia (B)
- 1994 Meine Sorgen möchte ich haben. Grenz-Echo-Buchverlag
- 1992 Die Schlacht um Monschau. Helios-Verlag
- 1991 Zum Drehen und Wenden. Grenz-Echo-Buchverlag
- 1990 Bundesstrasse 258. Grenz-Echo-Buchverlag

E-Books
- 2017 2 000 Jahre Eifel. Rhein-Mosel-Verlag
- 2016 Christstollen sind doch auch schon da. Rhein-Mosel-Verlag, Deutschland
- 2015 Kühe schubsen. Rhein-Mosel-Verlag
- 2014 Komm bis bei uns in die Eifel. Rhein-Mosel-Verlag
- 2013 Die Rosenzüchter von Maria Laach. Rhein-Mosel-Verlag
- 2012 Wasser ist zum Waschen da. Rhein-Mosel-Verlag, Deutschland
- 2011 Die Hand im Moor. Rhein-Mosel-Verlag, Deutschland
- 2011 Kaisermord. Rhein-Mosel-Verlag, Deutschland
- 2011 Mein Jahr in der Eifel. Rhein-Mosel-Verlag, Deutschland
- 2011 Alles für die Katz. Rhein-Mosel-Verlag, Deutschland
- 2011 Wer stirbt schon gern in Düsseldorf?. Rhein-Mosel-Verlag, Deutschland
- 2011 Sterne der Eifel. Rhein-Mosel-Verlag, Deutschland
- 2011 Väter unser … Rhein-Mosel-Verlag, Deutschland
- 2011 Gelogen wie gedruckt. Rhein-Mosel-Verlag, Deutschland
- 2011 Kopflos in Reichenstein. Rhein-Mosel-Verlag, Deutschland
- 2011 Den Letzten beißen die Werwölfe. Rhein-Mosel-Verlag, Deutschland

#### Sammelbände mit Beteiligung von Hubert vom Venn
- 2011 Inkas Lebenstraum(a). Edition Schrittmacher/Rhein-Mosel-Verlag
- 2004 Mords-Eifel. HG: Jacques Berndorf, KBV-Verlag
- 2003 Frühling, Sommer, Herbst und Mord. Grenz-Echo-Buchverlag/Belgien
- 2001 Der Tod tritt ein. Krimi-Sammelband Grenz-Echo-Buchverlag/Belgien
- 2001 Abendgrauen 2. KBV-Buchverlag
- 2000 Der Tod klopft an. Krimi-Sammelband, Grenz-Echo-Buchverlag/Belgien
- 1997 Charly’s Leute. Aachen-Comic, print’n’press
- 1996 ANTHOLOGIE Belgischer Rundfunk Im Osten viel Neues. G.E.-Buchverlag
- 1995 Rheinland-Lesebuch – Junger-Westen. Rhein/Eifel/Mosel-Verlag
- 1991 Satiren Hurra Deutschland. Buch zur Fernsehserie, Eichborn-Verlag

### LP/CD/MC/DVD/Hörbuch
- 1983 Hühnchen explodieren am Horizont (Single), Deutsche Austrophon
- 1983 Sonderzug aus Pankow (Single) von Erich hon. Ecker – Mitautor – Deutsche Austrophon
- 1984 Die Stimme des Westens (LP), Deutsche Austrophon
- 1993 Kräht der Bauer auf dem Mist (CD und MC), WDR
- 1997 Fritten für um hier zu essen – mit Jupp Hammerschmidt (CD), BRF und GE-Verlag
- 2003 The Best – Live im Nassenhof – mit Jupp Hammerschmidt (CD), Rhein-Mosel-Verlag
- 2009 Die Sau ist tot – mit Jupp Hammerschmidt (DVD), PLAYfour/Rhein-Mosel
- 2011 Und Tschüss… – mit Jupp Hammerschmidt (DVD), PLAYfour/Rhein-Mosel
- 2016 … auf die Socken machen – mit Kurt Schreiber (DVD), MON TV/Rhein-Mosel

#### Hörbücher-Anthologien
- 2007 Hörbuch Unterhaltung rund um die Eifel. TechniSat
- 2008 Hörbuch Mord-Eifel. TechniSat